# Bartol Kašić (trajekt)
M/T Bartol Kašić je trajekt pro místní linky v systému flotily chorvatské lodní společnosti Jadrolinija, postavený v roce 1989. Trajekt jezdí v létě na trase Vela Luka–Ubli a v zimě na trase Split–Vela Luka–Ubli.
Loď má přepravní kapacitu 500 osob a 54 aut a může dosáhnout maximální rychlosti 13 uzlů.

## Námořní nehody
Dne 26. července 2014 kolem 23:15 se loď v důsledku bouřlivého větru během kotvení v přístavu trajektů Gaženica v Zadaru srazila s trajektem Vladimir Nazor. Utrpěla značné poškození a byla odeslána k opravě.
15. října 2009, kdy trajekt zakotvil v přístavu Žalić na ostrově Silba, narazil na vlnolam a bylo proraženo oplechování lodi, ale voda do trajektu nepronikla, protože poškození bylo nad čarou ponoru. V červenci 2009 loď narazila na mělčinu ve stejném přístavu.
V roce 2006 loď narazila během přistání na pobřeží Splitu, protože oba lodní motory selhaly a neumožnily chod vzad. Kapitán se neúspěšně pokusil zastavit loď spuštěním obou kotev. Při nehodě se zranilo několik cestujících a bylo poškozeno několik aut.